# Kettőspont
A kettőspont (:) egy írásjel. Unicode-ban, ASCII-ben az 58. helyen van, hexadecimálisan 0x003A
A magyar helyesírásban kettőspontot használunk, amikor egy-egy gondolatra akarjuk felhívni a figyelmet, vagy ha jelezni akarjuk, hogy a kettőspontot követő tagmondat fontosabb következtetést vagy magyarázatot tartalmaz: Közös a célunk: mindig többet, egyre jobbat akarunk.

Ha kettősponttal lezárt közös figyelemfelhívó mondat után több külön mondat következik, mindegyiket (már az elsőt is) nagy betűvel kezdjük: A nyelvújításnak több oka volt: Nem tudtuk a tudományokat anyanyelven művelni. Irodalmunknak új kifejezési formákra volt szüksége. Tiltakozást jelentett az elnémetesítéssel szemben. (AkH.12 246.)
Idézésnél a bevezető mondat után kettőspontot teszünk. Az első idézőjel után az idézet első szavát általában nagybetűvel kezdjük. Az idézet végére, a berekesztő idézőjel elé olyan írásjel kerül, amilyent az idézett mondat tartalma kíván: Bessenyei ma is érvényes igazságot fogalmazott meg: „Minden nemzet a maga nyelvén lett tudós, de idegenen sohasem.”

A megszakított idéző mondat kisbetűvel folytatódik: Madách szavait: „Mondottam, ember: küzdj és bízva bízzál!” ma is gyakran idézzük. (AkH.12 257. a))
Kettősponttal mutatunk rá a példaként említett szóra, szócsoportra vagy mondatra: A kijelentő mondatban megállapítunk, közlünk valamit: Magyarország legnagyobb tava a Balaton. (AkH.12 268.)
Kettőspontot teszünk a szerző neve és az írásmű címe közé akkor, ha a nevet és a címet mondattani viszonyítás nélkül említjük egymás mellett: Vörösmarty: Csongor és Tünde; Petőfi: János vitéz; stb. – Birtokos szerkezetben azonban a név és a cím közé nem teszünk írásjelet. Arany János Toldija fellelkesítette Petőfit. (AkH.12 269.)
A kettőspont előtt nem használunk szóközt, utána viszont igen.
Érdekesség, hogy a fenti írásjelre Barczafalvi Szabó Dávid a popont nevet ajánlotta, de (mintegy száz más újításával szemben) ez a javaslata nem vert gyökeret a magyarban.

Ha az időpontot számjegyekkel adjuk meg, az óra és a perc közé (szóköz nélkül) pontot vagy kettőspontot teszünk, például: 10.35, 10:35 (AkH.12 300.). 